# Alepisaurus brevirostris
Alepisaurus  brevirostris ist ein zirkumglobal in allen Weltmeeren zwischen 68° N und 72° S bis in Tiefen von 1590 Metern vorkommender Tiefseefisch aus der Ordnung der Eidechsenfischverwandten (Aulopiformes). 

## Merkmale
Die Maximallänge der Art liegt bei 0,96 Meter, die meisten ausgewachsenen Exemplare erreichen eine Länge von etwa 70 cm. Alepisaurus brevirostris hat einen langgestreckten Körper und eine große, segelartige Rückenflosse die kurvenartig gebogen und ohne freistehende Flossenstrahlen ist. Eine kleine Fettflosse ist vorhanden. Sie liegt über dem hinteren Teil der Afterflosse. Die Schwanzflosse ist gegabelt. Von Alepisaurus ferox unterscheidet sich Alepisaurus brevirostris durch die Form der Rückenflosse, die zahlreicheren Rückenflossenstrahlen und den kürzeren Kopf. Die Kopflänge beträgt 12 bis 17 % der Standardlänge, die Schnauzenlänge ein Drittel der Kopflänge. Alepisaurus brevirostris hat einen bräunlich-schwärzlichen Rücken, die Rückenflosse zeigt eine horizontale Reihe weißer Punkte.
- Flossenformel: Dorsale 40–48, Anale 13–16.

## Lebensweise
Alepisaurus  brevirostris ernährt sich von Krill und kleinen Fischen.
Die wirtschaftliche Bedeutung der Art ist gering.